# District de Yaozhou
Le district de Yaozhou (耀州区 ; pinyin : Yàozhōu Qū) est une subdivision administrative de la province du Shaanxi en Chine. Il est placé sous la juridiction de la ville-préfecture de Tongchuan. Yaozhou est célèbre pour sa production de porcelaine, particulièrement importante de l'époque Tang (618-907) aux Song du Nord (960-1127).